# Pamplona (Cagayán)
Pamplona es un municipio filipino de cuarta categoría perteneciente a  la provincia de Cagayán en la Región Administrativa de Valle del Cagayán, también denominada Región II.

## Geografía
Tiene una extensión superficial de 173.30 km² y según el censo del 2007, contaba con una población de 21.889 habitantes, 23.236  el día primero de mayo de 2010.

### Barangayes
Pamplona  se divide administrativamente en 18 barangayes o barrios, 17 de  carácter rural y uno urbano.
| - Abbangkeruan - Allasitan - Bagu - Balingit - Bidduang - Cabaggan - Capalalian - Casitan - Centro | - Curva - Gattu - Masi - Nagattatan - Nagtupacan - San Juan - Santa Cruz (Pimpila) - Tabba - Tupanna |